# Moxotó
De Moxotó is een rivier in de Regio Noordoost van Brazilië. Zij ontspringt op het Borboremaplateau en stroomt dan in zuidwestelijke richting, waarzhij zich aan de linkeroever bij de São Francisco voegt. Tijdens de laatste 66 km vormt de rivier de grens tussen de staten Alagoas en Pernambuco.
Ongeveer 30 kilometer ten noordwesten van Paulo Afonso ligt een dam in de rivier die een langgerekt kronkelig stuwmeer onderhoudt. In de laatstgenoemde plaats liggen ook dammen in de rivier.